# Nagymányok
Nagymányok (deutsch Großmanok) ist eine ungarische Stadt im Kreis Bonyhád im Komitat Tolna. Ungefähr ein Viertel der Bewohner gehört zur Volksgruppe der Ungarndeutschen.

## Geografische Lage
Nagymányok liegt 20 Kilometer südwestlich des Komitatssitzes Szekszárd und 6 Kilometer südwestlich der Kreisstadt Bonyhád am dem Fluss Völgységi-patak. Nachbargemeinden sind Györe, Izmény, Kismányok und Váralja.

## Geschichte
Der Ort wurde erstmals im Jahre 1015 schriftlich erwähnt und seine Schreibweise änderte sich im Laufe der Zeit: Manky, Meneke, Manyk, Manyuk, Mányok und Nagymányok. Nach der türkischen Besetzung siedelten sich hier deutsche Katholiken an. In der Umgebung des Ortes wurde seit Beginn des 19. Jahrhunderts Kohlebergbau betrieben. Im Jahr 1913 gab es in der damaligen Kleingemeinde 259 Häuser und 1407 Einwohner auf einer Fläche von 2104 Katastraljochen. Sie gehörte zu dieser Zeit zum Bezirk Völgység im Komitat Tolna.
Im Jahr 1945 wurden 41 ungarndeutsche Familien aus Großmanok vertrieben. Trotz der Assimilation bezeichnen sich 26 % der Bevölkerung in Großmanok als Deutsche.
Am 1. Juli 2009 erhielt die Großgemeinde den Status einer Stadt.

## Städtepartnerschaften
- Jabłonka (Powiat Nowotarski), Polen
- Reichelsheim (Odenwald), Deutschland
- Teunz, Deutschland
- Zetea, Rumänien

## Söhne und Töchter der Stadt
- Konrád Pál Wusching (1827–1900), Komponist und  Kapellmeister

## Sehenswürdigkeiten
- Bergbaudenkmal (Bányász emlékmű) aus dem Jahr 1995
- Evangelische Kirche, erbaut Anfang der 1990er Jahre nach Plänen von János Krähling
- Heimatmuseum (Tájház)
- Römisch-katholische Kirche Szent Mihály, erbaut 1783 im barocken Stil
- Standbild des Heiligen Johannes Nepomuk (Nepomuki Szent János szobor)
- Szent-Vendel-Statue aus dem Jahr 1884
- Weltkriegsdenkmal
- Denkmal an die Vertreibung Ungarndeutscher

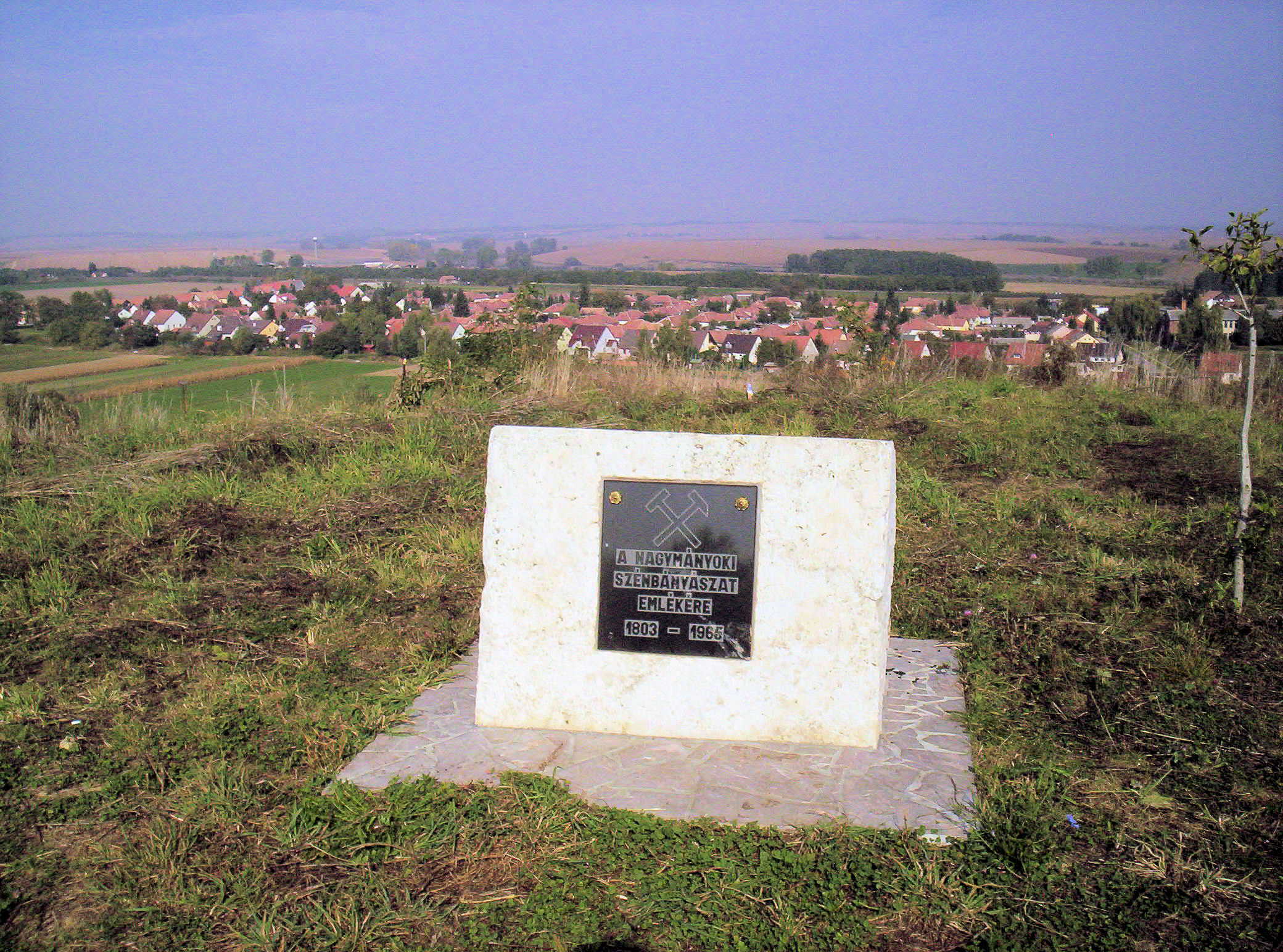
Blick auf den Ort, Inschrift der Gedenktafel: In Erinnerung an den Kohlebergbau 1803 − 1965
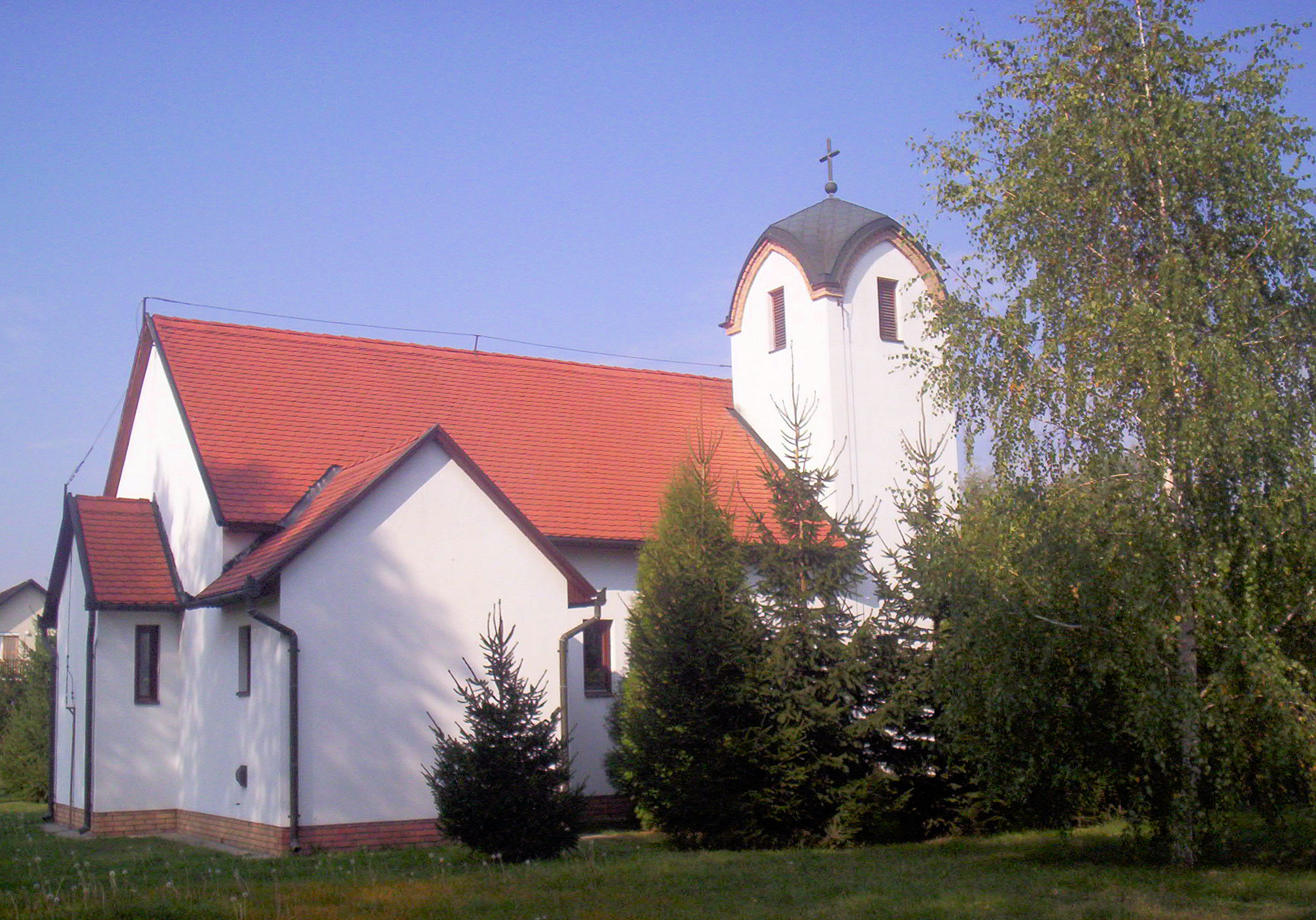
Evangelische Kirche
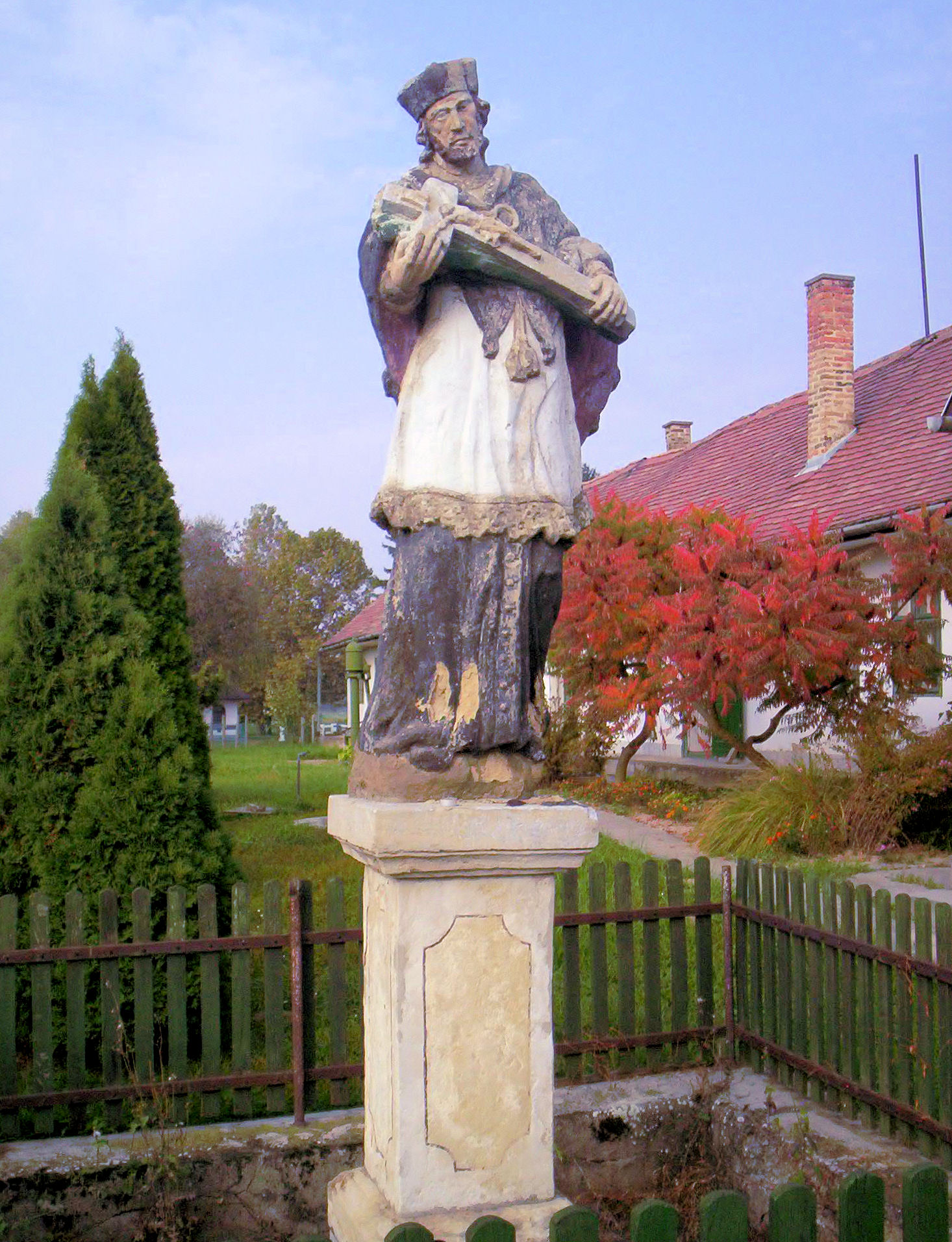
Standbild des Heiligen Johannes Nepomuk
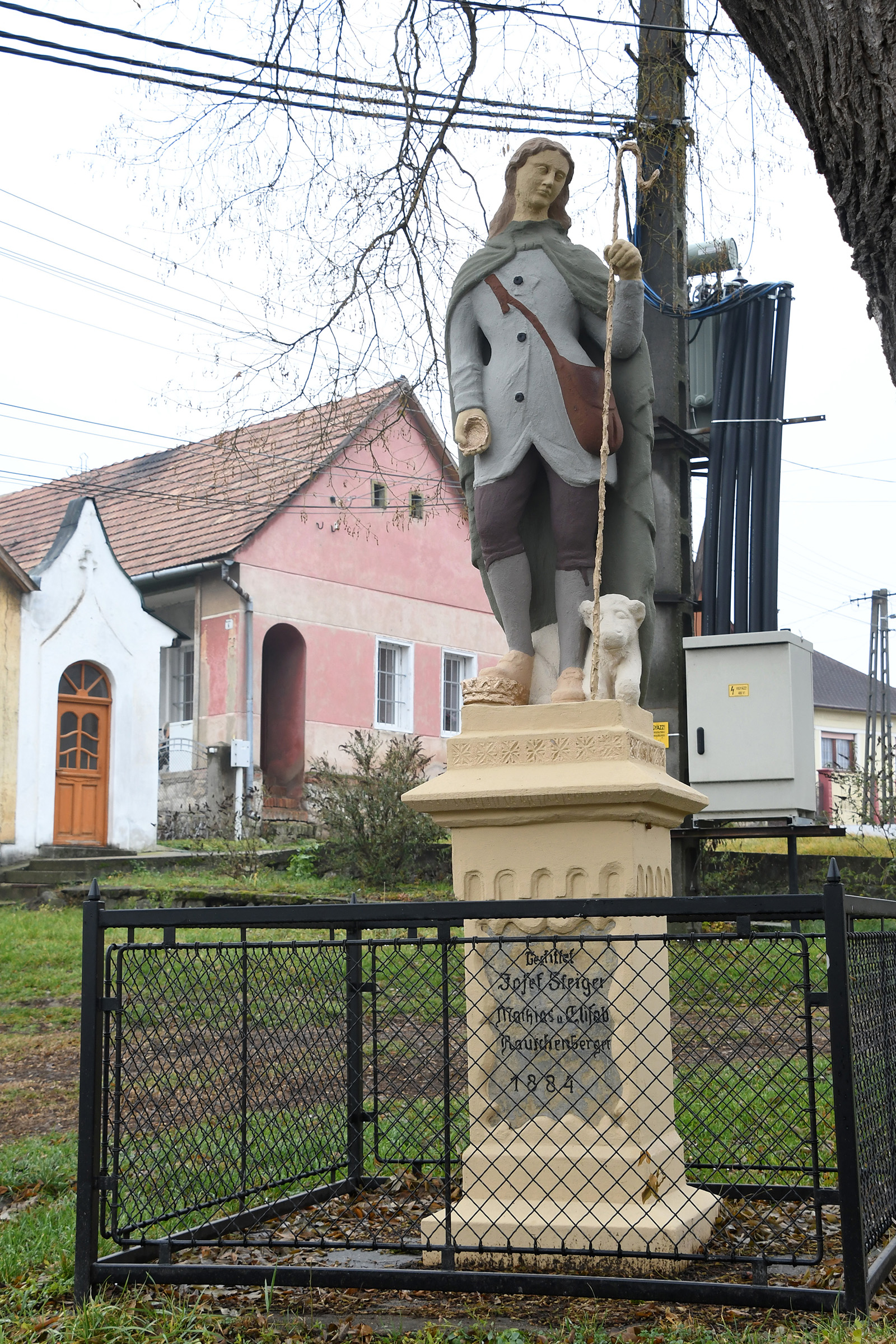
Szent-Vendel-Statue
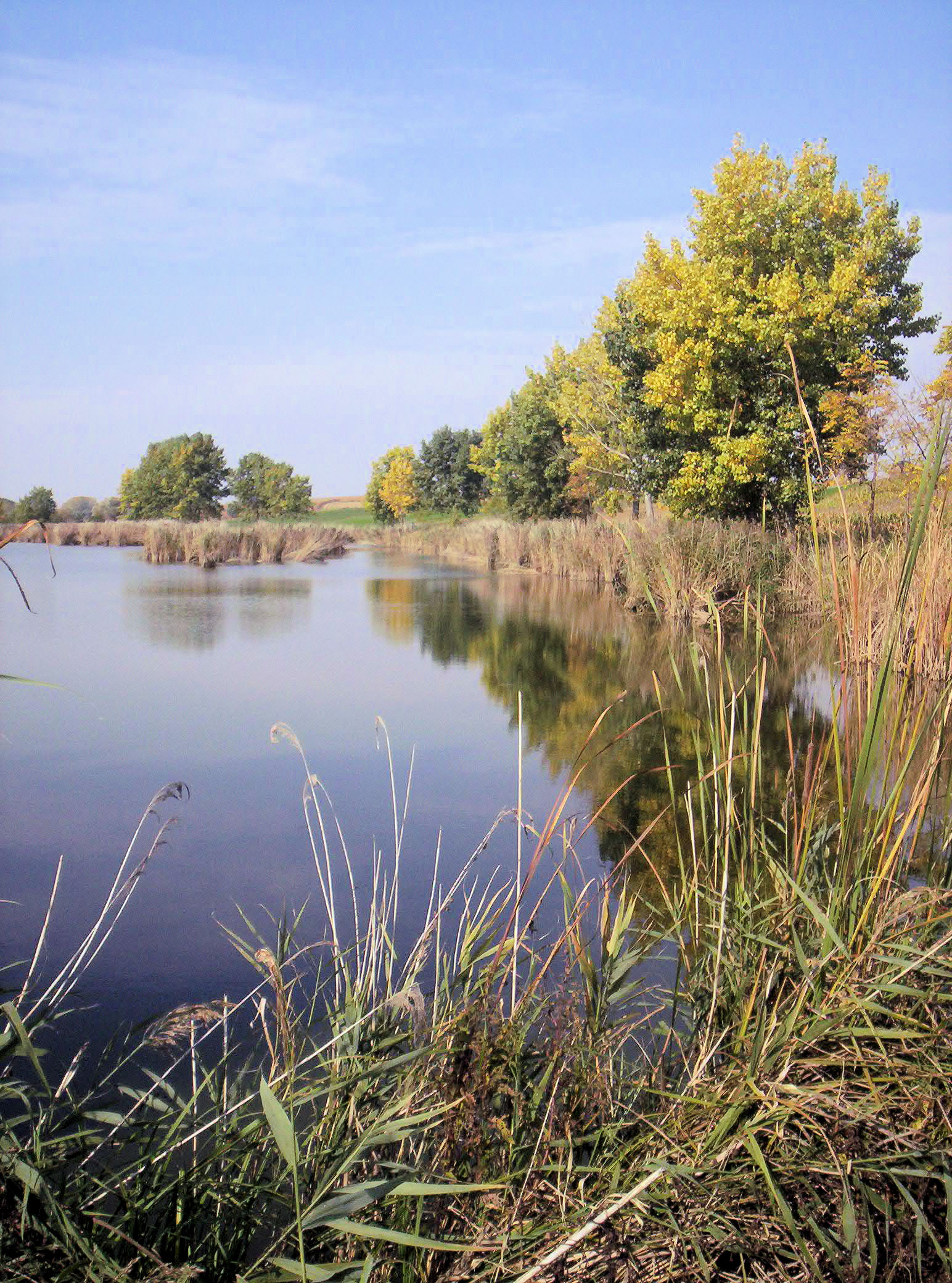
See bei Nagymányok

## Verkehr
Nagymányok liegt an der Bahnstrecke Dombóvár – Bátaszék. Durch die Stadt verläuft die Landstraße Nr. 6534 und die Hauptstraße Nr. 6 fünf Kilometer östlich des Ortes. Es bestehen Busverbindungen in alle umliegenden Gemeinden sowie nach Bonyhád und Szekszárd.